# Wicklow Mountains National Park
Park Narodowy Wicklow Mountains (irl. Páirc Náisiúnta Shléibhte Cill Mhantáin) – park narodowy we wschodniej części Irlandii, założony w 1991 r. Początkowo było to 3700 ha górskich terenów wokół Glendalough, włączając Leśny Rezerwat Przyrody Glendalough. W późniejszym okresie obszar parku został powiększony do ok. 20000 ha, obejmując również bagienne obszary Liffey Head Bog i Lugnaquilla. Ochronie w obrębie parku podlega krajobraz peryglacjalny, torfowiska górskie, rzadkie gatunki flory i fauny oraz krajobraz kulturowy doliny Glendalough.
Istnieją plany rozszerzania granic parku aby objąć jego zasięgiem kolejne partie gór Wicklow.